# Steatorré
Steatorré eller stearré, av grekiskans στέαρ, "fast fett", "talg", och ῥοία, "flöde", avser fettrik avföring beroende på malabsorption eller maldigestion. Malabsorption beror på undermåligt upptag av fett i födan (till exempel vid celiaki då tunntarmen är skadad) medan maldigestion innebär nedsatt nedbrytning av fett i födan (till exempel vid bukspottkörtelsjukdom) med medföljande malabsorption.
Steatorré kan misstänkas om faeces är gråaktig i färgen, glansig och lämnar en fet hinna på handskarna vid undersökning.
Dåligt upptag av fett innebär att de fettlösliga vitaminerna (A, D, E och K) inte heller tas upp i normal mängd, och risk för bristsjukdomar föreligger således.
Omkring 45 procent av personer med aktiv giftstruma har steatorré. Steatorré vid sjukdomar i bukspottkörteln och vid malabsorption är förknippat med viktminskning, vilket dock inte är fallet vid giftstruma.